# جيبارفارين
جيبارفارين (بالإنجليزية: Geiparvarin)‏ مركب مشتق من الكومارين موجود في أوراق الصفصاف الأسترالي. وهو مثبط لأكسيداز أحادي الأمين.
تمت دراسة العديد من نظائر الجيبارفارين لخصائصها المضادة للأورام.